# Domenico Bartolini (politico)
Domenico Bartolini (Roma, 26 agosto 1880 – Roma, 5 aprile 1960) è stato un funzionario e politico italiano.

## Biografia
Economo della Camera dei deputati (1908-1920) e intendente generale del Banco di Roma (1920-1922), su incarico del ministro De Stefani predispone il decreto di istituzione del Provveditorato Generale dello Stato, di cui è stato a capo dal 1923 al 1944. È stato inoltre direttore dell'Istituto Poligrafico dello Stato. Dal luglio 1933 al 1939 ha assunto la direzione dell'Istituto dell'Enciclopedia Italiana, per tornarci dal 1947 al 1960. Nel 1939 fu nominato da Vittorio Emanuele III di Savoia senatore del Regno. L'8 luglio 1948 venne giudicato dall'Alta Corte di Giustizia per le Sanzioni contro il Fascismo e gli venne ritirata la carica senatoriale con la motivazione "Senatore ritenuto responsabile di aver mantenuto il fascismo e resa possibile la guerra sia coi voti, sia con azioni individuali, tra cui la propaganda esercitata fuori e dentro il Senato".
Fu Ministro delle finanze nel governo Badoglio I dal 26 luglio 1943 all'11 febbraio 1944, ma di fatto dopo l'11 settembre, rimasto a Roma, fu impossibilitato a esercitare le funzioni.